# Volta (musikalbum)
Volta är det sjätte studioalbumet av den isländska sångerskan Björk från 2007. Albumet gavs ut den 2 maj i Japan och EU, 4 maj på Irland, Island och Tyskland, 7 maj i resten av Europa och 8 maj i USA och Kanada. Hennes officiella webbplats bekräftade albumtiteln och utgivningsdatum den 2 mars.

## Samarbeten
På Volta har Björk samarbetat med en rad olika musiker, både gällande låtskrivandet och produktionen. R&B- och hiphopproducenten Timbaland har arbetat med Björk på tre av låtarna. 16 låtar spelades in under inspelningsdagarna i Studio 4 vid Manhattan Center Studios i New York, USA. Jimmy Douglas och Halsey Quemere var ljudtekniker respektive assisterande ljudtekniker. Timbaland har även nämnt att Björk kommer medverka på hans nya album. Den första singeln från albumet, "Earth Intruders", är delvis producerad av Timbaland, tillsammans med spår som "Innocence" och "Hope". Även Björks tidigare producenter Mark Bell och Sjón har återkommande roller på albumet.
Anohni, frontpersonen och sångerska i Antony and the Johnsons, medverkar på två duetter; "The Dull Flame of Desire" och "My Juvenile". Inspelningen av "My Juvenile" ägde rum på Jamaica och handlar om Björks son, Sindri. Bland övriga gästmusiker kan nämnas Brian Chippendale (trummis/sångare i bandet Lightning Bolt), Chris Corsano (trummis) och Toumani Diabaté (malisk koraspelare).

## Utgivning
Volta släpptes i tre versioner i Storbritannien; en digipack-CD, en limiterad CD/DVD (med surroundljud) samt en dubbel vinylversion.
De brittiska och japanska versionerna av albumet innehåller bonusspåret "I See Who You Are (Mark Bell Mix)".

### Releasedatum
| Datum       | Region                   |
| ----------- | ------------------------ |
| 1 maj 2007  | Mexiko                   |
| 2 maj 2007  | Japan                    |
| 4 maj 2007  | Irland, Island, Tyskland |
| 5 maj 2007  | Australien               |
| 7 maj 2007  | Europa                   |
| 8 maj 2007  | USA, Kanada              |
| 10 maj 2007 | Israel                   |

## Låtlista
| Nr  | Titel                                           | Längd      | Låtskrivare             | Producent               |
| --- | ----------------------------------------------- | ---------- | ----------------------- | ----------------------- |
| 1.  | "Earth Intruders"                               | 6:13/4.39* | Björk, Timbaland, Danja | Björk, Timbaland, Danja |
| 2.  | "Wanderlust"                                    | 5:51/7.25* | Björk, Sjón             | Björk                   |
| 3.  | "The Dull Flame of Desire" (med Antony Hegarty) | 7:30       | Björk, Fyodor Tyutchev  | Björk                   |
| 4.  | "Innocence"                                     | 4:27       | Björk, Timbaland, Danja | Björk, Timbaland, Danja |
| 5.  | "I See Who You Are"                             | 4:22/4.06* | Björk, Mark Bell        | Björk                   |
| 6.  | "Vertebræ by Vertebræ"                          | 5:08/5.23* | Björk                   | Björk, Damian Taylor    |
| 7.  | "Pneumonia"                                     | 5:14       | Björk                   | Björk                   |
| 8.  | "Hope"                                          | 4:02/3.37* | Björk, Timbaland        | Björk                   |
| 9.  | "Declare Independence"                          | 4:13/4.40* | Björk, Mark Bell        | Björk, Mark Bell        |
| 10. | "My Juvenile" (med Antony Hegarty)              | 4.03       | Björk                   | Björk                   |

- *På en del releaser har outrot på de flesta låtarna ersatts med introt till de andra. Endast spår 3, 4, 7 och 10 är identiska på samtliga versioner.

Titlarna bekräftades i en artikel på mtv.com den 14 mars 2007, och längden på spåren bekräftades vid ett inlägg på sprk.nl den 20 mars 2007.  En annan låt, "Trance", förväntas också bli en b-sida till albumet.. Spåret "Vertebrae by Vertebrae" fick ny titel från den tidigare "Energy".

## Singlar
Den första singeln från albumet var spåret "Earth Intruders" som släpptes digitalt den 9 april 2007. Den fysiska singeln släpptes 21 maj eftersom nya mixer skulle göras. Den andra singeln kommer innehålla spåret "Declare Independence" (låten är tillägnad Färöarna och Grönland) och den tredje spåret "Innocence".